# Volksinteressenbund Thüringen
Der Volksinteressenbund Thüringen, Kurzbezeichnung VIBT, war eine in Thüringen aktive Kleinpartei. Sie nahm dort an den Landtagswahlen von 1999 und 2004 teil, kam aber über Ergebnisse von 0,9 % bzw. 0,3 % der Stimmen nicht hinaus.

## Teilnahme an Wahlen und Mandate
Im Kyffhäuserkreis errang der VIBT bei der Kommunalwahl 2004 5,6 Prozent der Stimmen und damit drei Sitze im Kreistag. Bei der Kommunalwahl 2009 erreichte er mit Stimmenverlusten 4,1 Prozent und zwei Sitze.
Des Weiteren errang der VIBT bei der Kommunalwahl 2009 in Sondershausen, der Kreisstadt des Kyffhäuserkreises, 1,7 Prozent der Stimmen und ein Mandat im Stadtrat. In Niederbösa erreichte er mit 52,4 Prozent und vier Sitzen die absolute Mehrheit, in Oberheldrungen errang er 22,0 Prozent und zwei Mandate, in Gorsleben 21,4 Prozent und ebenfalls zwei Mandate sowie in Oldisleben 20,9 Prozent und drei Sitze.
Bei der Landtagswahl in Thüringen 2009 unterstützte der VIBT die Freien Wähler Thüringen, die landesweit 3,9 Prozent der Stimmen errangen.
2010 wurde die Partei aus dem Parteienverzeichnis des Bundeswahlleiters genommen.

## Politische Positionen
Der VIBT ist vor allem in der Kommunalpolitik im Kyffhäuserkreis tätig und setzt sich für die Bekämpfung der Arbeitslosigkeit und die Steigerung der Attraktivität der Region für Einwohner und Besucher ein. Zugleich vertritt der VIBT auch populistische Positionen, insbesondere, indem den „etablierten Parteien“ und der Verwaltung Intransparenz, Eigennützigkeit und Untätigkeit vorgeworfen wird.